# Papa Nouveau
 (février 2025).
Si vous disposez d'ouvrages ou d'articles de référence ou si vous connaissez des sites web de qualité traitant du thème abordé ici, merci de compléter l'article en donnant les références utiles à sa vérifiabilité et en les liant à la section « Notes et références ».
Papa Nouveau, dont on ignore le vrai nom, né en 1901 à Toukouzou et mort le 10 novembre 2001, est un prophète ivoirien fondateur de l'Église Papa Nouveau en 1937.

## Biographie
Il serait né en 1901 à Toukouzou.

## Prophète autoproclamé
Jeune et analphabète, il commence à prêcher en 1917 en affirmant avoir reçu de Dieu son titre de prophète et transmet comme message à ses disciples : « Puisque tu ne sais pas lire, j’enverrai un second, lettré. Quand il commencera sa mission, les travaux forcés seront abolis. Il dirigera la Côte d’Ivoire, car chaque pays africain aura son propre gouvernement et son président. ».
En 1937, il fonde l'Église Papa Nouveau, une religion monothéiste adaptée de la tradition judéo-chrétienne au contexte spirituel africain, alors que la Côte d’Ivoire était sous administration française et que l’indépendance n’était pas encore envisagée.
La même année, il affirme que « les Blancs et les Noirs s’attableront devant le même repas et travailleront ensemble dans les mêmes bureaux ». Ces propos lui coûtent cinq ans de prison, de 1937 à 1942, et plusieurs procès de 1947 à 1952.
En 1946, Félix Houphouët-Boigny, alors député en France, plaide pour l’abolition des travaux forcés. En 1960, à l’indépendance, il devient le premier président de la Côte d’Ivoire et reste en poste pendant trente-trois ans. Entre-temps, Papa Nouveau subit la répression coloniale et passe plusieurs années en prison. Ces événements renforcent sa réputation de prophète dans son village et lui valent le soutien du président.
Dans sa communauté, Papa Nouveau, dont le vrai nom reste inconnu, prêche la paix, la tolérance et le travail. Il encourage ses fidèles à être autonomes et à subvenir à leurs besoins. Ancien adepte du harrisme, une religion venue du Liberia avec le prophète Harris au début du siècle, il exerce depuis soixante ans en son propre nom. Sans suivre de doctrine précise, il s’appuie sur le bon sens paysan et les valeurs morales. Toujours illettré, il ne cite jamais la Bible. Il dirige sa communauté comme un patriarche, à la manière d’un chef de village traditionnel.

## Toukouzou-Hozalem
Toukouzou-Hozalem, fondé en 1948 par Papa Nouveau et ses 70 fidèles à Toukouzou, est un village saint pour les membres de l'Église Papa Nouveau. Le prophète y fait construire la « cour sainte de Hozalem » qui est constituée de 8 bâtiments dont la grande église de Hozalem. L'église a une capacité de 3000 personnes.
Tous les ans, chaque 10 novembre, l’anniversaire du décès du prophète fondateur Papa Nouveau donne lieu à un pèlerinage. Les fidèles viennent accomplir un parcours spirituel en sept étapes durant sept jours.